# Mordèl·lids
Els mordèl·lids (Mordellidae) són una família de coleòpters polífags de la superfamília dels tenebrionoïdeus. Mostren uns moviments irregulars quan escapen dels seus depredadors, a més tenen una punta en el seu abdomen. A tot el món n'hi ha unes 1.500 espècies.

## Sistemàtica

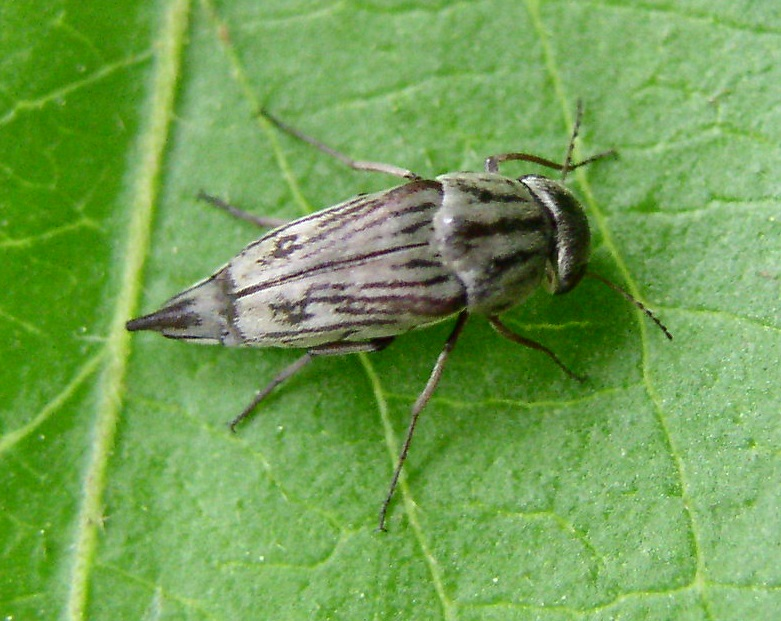
Adult Tomoxia lineella (Mordellinae: Mordellini)

Aquesta família actualment té dues subfamílies; Mordellinae i Ctenidiinae – i una família prehistòrica coneguda només pels fòssils (Praemordellinae). Un altre gènere fòssil, Liaoximordella, anteriorment es considerava com una família monotípica Liaoximordellidae.
Família Mordellidae Latreille, 1802
- Subfamília Ctenidiinae Franciscolo, 1951
  - CtenidiaLaporte de Castelnau in Brullé, 1840
- Subfamília MordellinaeLatreille, 1802
  - Tribu Conaliini Ermisch, 1956
    - ConaliaMulsant & Rey, 1858
    - ConaliamorphaErmisch, 1968
    - GlipodesLeConte, 1862
    - IsotrilophusLiljeblad, 1945
    - OphthalmoconaliaErmisch, 1968
    - ParaconaliaErmisch, 1968
    - PseudoconaliaErmisch, 1950
    - StenoconaliaErmisch, 1967
    - XanthoconaliaFranciscolo, 1942

  - Tribu Mordellini Siedlitz, 1875
    - AdelptesFranciscolo, 1965
    - AsiamordellaHong, 2002
    - AustromordellaErmisch, 1950
    - BinaghiaFranciscolo, 1943
    - BoatiaFranciscolo, 1985
    - CaffromordaFranciscolo, 1952
    - CalycinaBlair, 1922
    - CephaloglipaFranciscolo, 1952
    - CongomordaErmisch, 1955
    - CothurusChampion, 1891
    - CretanaspisHuang & Yang, 1999
    - CurtimordaMéquignon, 1946
    - GlipaLeConte, 1859
    - GlipidiomorphaFranciscolo, 1952
    - HoshihananomiaKônô, 1935
    - IberomordaMéquignon, 1946
    - IdeorhipistenaFranciscolo, 2000
    - KlapperichimordaErmisch, 1968
    - LarinomordaErmisch, 1968
    - LiaoximordellaWang, 1993
    - MachairophoraFranciscolo, 1943
    - MacrotomoxiaPíc, 1922
    - MirimordellaLiu, Lu & Ren, 2007
    - MordellaLinnaeus, 1758
    - Mordellina Schilsky, 1908[3]
    - MordellapygiumRay, 1930
    - MordellariaErmisch, 1950
    - MordelloidesRay, 1939
    - MordellopalpusFranciscolo, 1955
    - NeocurtimordaFranciscolo, 1950
    - NeotomoxiaErmisch, 1950
    - OphthalmoglipaFranciscolo, 1952
    - ParamordellaPíc, 1936
    - ParamordellanaErmisch, 1968
    - ParamordellariaErmisch, 1968
    - ParaphungiaErmisch, 1969
    - ParastenomordellaErmisch, 1950
    - ParatomoxiaErmisch, 1950
    - ParatomoxiodaErmisch, 1954
    - PhungiaPíc, 1922
    - PlesitomoxiaErmisch, 1955
    - PraemordellaShchegoleva-Barovskaya, 1929
    - PseudomordellariaErmisch, 1950
    - PseudotomoxiaErmisch, 1950
    - SphaeromordaFranciscolo, 1950
    - StenaliamordaErmisch & Chûjô, 1968
    - StenomordaErmisch, 1950
    - StenomordellaErmisch, 1941
    - StenomordellariaErmisch, 1950
    - StenomordellariodesErmisch, 1954
    - SuccimordaKubisz, 2001
    - TolidomordellaErmisch, 1950
    - TolidomoxiaErmisch, 1950
    - TomoxiaCosta, 1854
    - TomoxiodaErmisch, 1950
    - TrichotomoxiaFranciscolo, 1950
    - VariimordaMéquignon, 1946
    - WittmerimordaFranciscolo, 1952
    - YakuhananomiaKônô, 1935
    - ZeamordellaBroun, 1886

  - Tribu Mordellistenini Ermisch, 1941
    - AsiatolidaShiyake, 2000
    - CalyceChampion, 1891
    - CalycemordaErmisch, 1969
    - CalyceoideaErmisch, 1969
    - DellamoraNormand, 1916
    - DiversimordaErmisch, 1969
    - ErmischiellaFranciscolo, 1950
    - FahraeusiellaErmisch, 1953
    - FalsomordellinaNomura, 1966
    - FalsomordellistenaErmisch, 1941
    - FalsopseudomoxiaFranciscolo, 1965
    - GlipostenaErmisch, 1941
    - GlipostenodaErmisch, 1950
    - GymnostenaFranciscolo, 1950
    - MordellinaSchilsky, 1908
    - MordellistenaCosta, 1854
    - MordellistenaliaErmisch, 1958
    - MordellistenochroaHorák, 1982
    - MordellistenodaErmisch, 1941
    - MordellistenulaStchegoleva-Barowskaja, 1930
    - MordellochroaEmery, 1876
    - MordellochroideaErmisch, 1969
    - MordelloxenaFranciscolo, 1950
    - MorphomordellochroaErmisch, 1969
    - NeomordellistenaErmisch, 1950
    - PalmordaErmisch, 1969
    - Palpomorda Ermisch, 1969
    - ParamordellistenaErmisch, 1950
    - PhunginusPíc, 1922
    - PselaphokentronFranciscolo, 1955
    - PseudodellamoraErmisch, 1942
    - PseudotolidaErmisch, 1950
    - RaymordellaFranciscolo, 1956
    - TolidaMulsant, 1856
    - TolidopalpusErmisch, 1951
    - TolidostenaErmisch, 1942
    - UhligiaHorák, 1990
    - XanthomordaErmisch, 1968

  - Tribu Reynoldsiellini Franciscolo, 1957
    - ReynoldsiellaRay, 1930

  - Tribu Stenaliini Franciscolo, 1956
    - BrodskyellaHorák, 1989
    - PselaphostenaFranciscolo, 1950
    - StenaliaMulsant, 1856
    - StenaliodesFranciscolo, 1956